# Karl Braun (homme politique, 1822)
Pour les articles homonymes, voir Karl Braun et Braun.
Karl Joseph Wilhelm Braun, dit Braun-Wiesbaden ; aussi Carl Braun (né le 20 mars 1822 à Hadamar, duché de Nassau et mort le 14 juillet 1893 à Fribourg-en-Brisgau) est un homme politique prussien qui a fait campagne pour le libre-échange.

## Éducation et profession
Karl Braun est le fils du vice-recteur Joseph Braun de Hadamar. Il étudie au lycée Philippinum de Weilbourg (de) de 1836 à 1840. Après son diplôme d'études secondaires, il étudié la philologie et le droit à l'Université de Marbourg. En 1840, il devient actif dans le Corps Hasso-Nassovia. En 1841, il s'installe à l'Université de Göttingen, où il rejoint également le Corps Nassovia. En 1856, il obtient son doctorat.
Il est auteur pour le Siegener Bürgerblatt et le Mittelrheinische Zeitung (de).
Depuis 1843, il est actif dans le service administratif. De 1855 à 1867, Braun est avocat (procureur légal) à la Cour d'appel supérieure de Wiesbaden. Cela explique l'ajout dans son nom de famille (Braun-Wiesbaden), qu'il utilise pour se distinguer, par exemple, de l'écrivain autrichien Karl Johann Braun (1802-1866). À partir de 1867, il travaille comme avocat à Berlin. De 1880 à 1887, il est avocat à la cour impériale de Leipzig. Puis il est à nouveau avocat à Berlin.
Braun est l'un des fondateurs de plusieurs sociétés par actions et siège au conseil de surveillance de la Deutschen Unionsbank.

## Activité politique

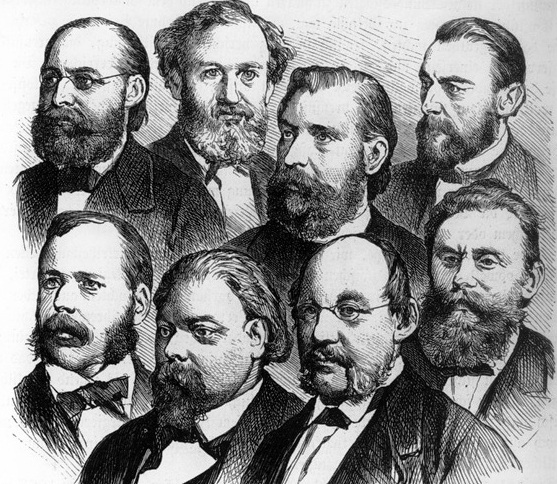
Les principaux libéraux nationaux. En haut à gauche : Wilhelm Wehrenpfennig, Eduard Lasker, Heinrich von Treitschke, Johannes Miquel ; en bas à gauche : Franz von Roggenbach, Karl Braun, Rudolf Gneist, Ludwig Bamberger

Braun est membre de l'Assemblée des États de 1849 à 1851, puis à la seconde chambre du parlement des États du duché de Nassau (de) jusqu'en 1866. De 1858 à 1863, il est président de la Chambre. Il est considéré comme une figure de proue du parti progressiste nassauvien (de). En 1862, il rejoint le Deutscher Nationalverein. Son rôle au sein du Congrès des économistes allemands (de) est important, dont il est le président de la conférence un an après sa fondation en 1858 jusqu'à la dernière conférence en 1880.
Après l'annexion du duché de Nassau (de) en 1866, Braun est membre de la Chambre des représentants de Prusse de 1867 à 1879. Il est également député du Reichstag d'Allemagne du Nord et de 1871 à 1887 du Reichstag, où il est l'un des dirigeants de la Fraction libérale nationale. De 1867 à 1878, il est membre du comité exécutif du Parti national-libéral.
Il quitte le parti en 1880 pour accepter la politique tarifaire protectrice de Bismarck. Il rejoint les sécessionnistes, dont les membres les plus éminents sont Ludwig Bamberger et Eugen Richter. En 1873, Braun reprend la publication de la Spenersche Zeitung (de) zu Berlin, mais celui-ci est vendu en 1874.
De plus, Braun est directeur de l'Association pour l'étude des antiquités et de l'histoire de Nassau. Il publie également des écrits économiques et constitutionnels.

## Travaux
- Gegen G. G. Gervinus. Duncker und Humblot, Leipzig 1871 (Digitalisat).
- Aus der Mappe eines deutschen Reichs-Bürgers. Kultur-Bilder und Studien, 3 Bände, Rümpler, Hannover 1874; Band 1 (Digitalisat); Band 2 (Digitalisat); Band 3 (Digitalisat).
- Randglossen zu den politischen Wandelungen der letzten Jahre. Aus den Papieren eines deutschen Abgeordneten. F. Fischer, Bromberg 1878 (Digitalisat).
- Der Staat und die Volkswirthschaft. Leonhard Simion, Berlin 1879 (Digitalisat).
- Die Vagabunden-Frage. Vortrag, gehalten in der Berliner volkswirthschaftlichen Gesellschaft, Leonhard Simion, Berlin 1883 (Digitalisat).